# Sacerdos Fortunae Muliebris
Sacerdos Fortunae Muliebris var ett prästämbete vid kulten av Fortuna Muliebris i Rom. 
Ämbetet är ovanligt väldokumenterat och beskrivs av Livius, Dionysios från Halikarnassos och Plutarkos. Kulten av och templet till Fortuna Muliebris infördes i Rom sedan Marcius Coriolanus år 488 f.Kr. hotat Rom med invasion, men en procession av kvinnor ledda av hans mor och maka övertalat honom att avstå. Hans mor och maka hade övertalats av en grupp matronae ledda av matronan Valeria. Som tack fick matronorna tillstånd av senaten att grunda ett tempel och kult av Fortuna och välja dess första prästinna, som blev Valeria. 
Kulten utövades av Roms gifta matronor. Den cirklade kring kvinnlig patriotism, då den engagerade kvinnor i Roms säkerhet och framgång. Kulten hyllade framför allt nygifta kvinnor och kvinnor bara hade varit gifta en enda gång (univirae), och dess prästinna var troligen en sådan. 